# Slatina (Suceava megye)
Slatina település Romániában, Moldvában, Suceava megyében.

## Fekvése
A DL 10-es úton, Mălini nyugati szomszédjában fekvő település.

## Története
Slatinának a 2002-es népszámláláskor 5213 lakosa volt.
A településen található a slatinai kolostor. Az erődített kolostor 1564-ben Alexandru Lăpușneanu fejedelem uralkodásának idején épült az uralkodópár temetkezőhelyéül.
A szabálytalan négyszög alakú épület, sarkain négyzetes bástyákkal, melyek a védelem mellett más különféle célokat is szolgáltak: az északnyugati bástyát harangozásra, a délnyugatit kápolnának használták.
A kolostor temploma a falakkal körülvett négyzet alakú udvar közepén állt.
A moldvai példa szerinti épület külső vakolt homlokzatain freskók nincsenek, csak a párkány alatt végighúzódó fülkesor díszíti.
A belül levő falképeket a 19. században átfestették.
A templom déli homlokzata előtt ugyancsak Alexandru Lăpușneanu idejében emelt Apát háza áll, mely földszinte, eredetileg három térre osztott épület, a 16. századi lakóépületek jellegzetes példája. Egyszerű homlokzatát csak a gótikus ajtó- és ablakkeretek díszítik.